# Wat heet!
Wat heet! was een televisieprogramma van de VARA dat in de zomermaanden van 2007 werd uitgezonden op Nederland 3; het programma startte op 14 mei 2007 en het was de bedoeling dat het zou lopen tot 24 augustus 2007, met een onderbreking in juli. Wegens tegenvallende kijkcijfers en andere factoren kwam het na 6 juli niet meer terug. Hiervoor in de plaats werd het programma Wat nu?! ingezet. Dit programma moest De Wereld Draait Door vervangen tijdens de zomermaanden.
Het programma werd opgenomen in een muziektent bij de flamingovijver in Artis, en bij de presentatie werd bekendgemaakt dat het programma afwisselend gepresenteerd zou worden door Matthijs van Nieuwkerk, Claudia de Breij, Lennart Booij, Patrick Lodiers, Isolde Hallensleben, Leon Verdonschot, Tom Egbers, Floortje Dessing, Dione de Graaf en Menno Bentveld. Echter, Matthijs van Nieuwkerk en Floortje Dessing hebben het programma nooit gepresenteerd, en Claudia de Breij was enkel te zien in de eerste aflevering.
Het programma werd door hetzelfde team als De Wereld Draait Door geproduceerd. In elke aflevering zat een quiz met internationale tv-beelden: Hoe heet!.